# Aeroportul Internațional Tbilisi
Aeroportul Internațional Tbilisi (IATA: TBS, ICAO: UGTB) este un aeroport din Tbilisi, Georgia ce deservește zona Tbilisi. Aeroportul a fost tranzitat în 2022 de 2.998.785 de pasageri. A fost numit după zona deservită.
Situat la o altitudine de 495 m, aeroportul dispune de 1 pistă. Este operat de TAV Airports Holding⁠(d).

## Infrastructură

### Piste
Aeroportul dispune de o singură pistă. Pista are orientarea 13R/31L.